# Heinrich Altherr
Heinrich Altherr (Basilea, 11 aprile 1878 – Zurigo, 27 aprile 1947) è stato un pittore svizzero.
Fu discreto paesaggista e maestro di grande composizione. Fu professore presso l'Accademia di Belle Arti di Karlsruhe e successivamente presso quella di Stoccarda, della quale divenne direttore dal 1919 al 1921, trattenendosi tuttavia presso questa Accademia fino al 1939. Prese parte, insieme ai fondatori, alla cosiddetta Secessione di Stoccarda. Le sue opere sono custodite a San Paolo e a Darmstadt.